# Escouach
L'Escouach est un ruisseau français, affluent de la Dordogne, qui coule en Nouvelle-Aquitaine, dans le département de la Gironde.

## Géographie
L'Escouach prend sa source en Gironde, à plus de 100 mètres d'altitude, sur la commune de Saint-Antoine-du-Queyret, un kilomètre au sud-sud-est du bourg.
Il se jette dans un bras de la Dordogne en rive gauche, sur la commune de Civrac-sur-Dordogne, 300 mètres au nord-est du bourg, face à l'île de Civrac.
Sa longueur est de 13,8 km.

### Affluents
Le Service d'administration nationale des données et référentiels sur l'eau (SANDRE) et le Système d'Information sur l'Eau du Bassin Adour Garonne (SIEAG) ont répertorié huit affluents et sous-affluents de l'Escouach.
| - Les affluents de l'Escouach. |

Dans le tableau ci-dessous se trouvent : le nom de l'affluent ou sous-affluent, la longueur du cours d'eau, son code SANDRE, des liens vers les fiches SANDRE, SIEAG et vers une carte dynamique d'OpenStreetMap qui trace le cours d'eau.